# Steffen Kaufmann
Steffen Kaufmann (* 29. Dezember 1992 in Lörrach) ist ein deutscher Handballspieler. Er spielt in der 3. Liga beim unterfränkischen Verein Wölfe Würzburg.

## Karriere
Kaufmann spielte seit seinem 4. Lebensjahr Handball bei dem ESV Weil am Rhein. Dort durchlief er alle Jugendmannschaften bis zur B-Jugend und wechselte in der Saison 2007/08 in das neu gründete Handball-Leistungszentrum Großwallstadt. Ab 2009 spielte Rückraum Rechte mit der A-Jugend des HBLZ Großwallstadt in der Bayernliga. Im Jahr 2011 Kaufmann, der damals naoch auf Rechtsaußen spielte, einen Vertrag für die Bundesligamannschaft des TV Großwallstadt. Am 7. Oktober 2011 absolvierte er sein erstes Bundesligaspiel gegen die TSV Hannover-Burgdorf. Bis 2013 warf er 39 Tore in 48 Bundesligaspielen. Außerdem erhielt Kaufmann ab 2011 ein Zweispielrecht für den Drittligisten TV Kirchzell, wo er bis zur Saison 2012/13 spielte und regelmäßig zu den besten Torschützen der 3. Liga Süd zählte.
Im Juni 2013 wechselte der 32-malige Jugendnationalspieler zur DJK Rimpar in den Raum Würzburg, bei der er im rechten Rückraum spielt. Mit den Wölfen erreichte der 1,83 m große Kaufmann den vorzeitigen Klassenerhalt und steuerte hierfür 205 Tore bei.